# Reinhart Wolff
Reinhart Wolff (* 20. Oktober 1939 in Battenberg (Eder)) ist ein deutscher Erziehungswissenschaftler und Soziologe. Er lehrte  bis zu seiner Pensionierung 2008 die Fächer Sozialarbeit und Sozialpädagogik, Erziehungswissenschaft, Soziologie mit Schwerpunkt Jugendhilfe, Kinderschutz, Hilfesystemforschung, Qualitätsentwicklung, Handlungsmethoden und Selbstreflexion in der Sozialen Arbeit an der Alice-Salomon-Fachhochschule Berlin.

## Leben und Werk
Reinhart Wolff wurde als drittes Kind des Amtsgerichtsrats Ernst Wolff und dessen Frau Ilse, geb. Anhalt, in Battenberg geboren, wo er mit vier Geschwistern aufwuchs. Er besuchte die Volksschule in Battenberg und Wallau und anschließend die Lahntalschule in Biedenkopf, an der 1959 das Abitur erwarb. Nach dem Abitur arbeitete er von April bis Oktober 1959 als Werkstudent des Evangelischen Studienwerkes in einer Gießerei in Schwerte (Ruhr). Seit dem Wintersemester 1959/60 studierte Wolff Anglistik und Romanistik an der Philipps-Universität Marburg und wechselte 1961 an die Freie Universität (FU) Berlin, an der er im Juli 1962 das Erste Staatsexamen ablegte. Von April 1962 bis April 1963 war Wolff Hochschulreferent der Evangelischen Hochschulgemeinde in Deutschland und setzte sein Studium in Bonn, London und Paris fort. Im Dezember 1966 wurde er an der FU Berlin mit einer Arbeit von Friedrich Borinski und Otto Stammer betreuten Arbeit über Entwicklung und Probleme der universitären Erwachsenenbildung in Großbritannien promoviert. Wolff engagierte er sich in der 68er-Bewegung, 1969–70 gehörte er dem Bundesvorstand des Sozialistischen Deutschen Studentenbundes (SDS) an. Von 1970 bis 1977 war er zunächst als Wissenschaftlicher Mitarbeiter, später als Assistenzprofessor am Institut für Soziologie der FU Berlin tätig, wo er sich 1975 habilitierte.
Wolff wurde 1977 als Professor für Pädagogik an die Fachhochschule für Sozialarbeit und Sozialpädagogik (FHSS) in West-Berlin berufen, die ab 1991 Alice-Salomon-Fachhochschule hieß. 1988/89 ging er als Gastprofessor an die Florence Heller School for Advanced Studies in Social Welfare der Brandeis University in Waltham (Massachusetts). Nach seiner Rückkehr nach Berlin war Wolff von 1990 bis 1994 Rektor der FHSS bzw. Alice-Salomon-Fachhochschule. Von der C2-Professur für Pädagogik wechselte er 2004 auf eine C3-Professur für Sozialarbeit und Sozialpädagogik an derselben Hochschule, wo er bis zu seiner Pensionierung im Jahr 2008 lehrte. Er ist Vater von zwei Söhnen.
Wolff war in der Zeit nach 1968 ein bekannter Vertreter der antiautoritären Kinderladenbewegung und gab zusammen mit Lutz von Werder einige für die Entwicklung der antiautoritären Erziehung wichtige Grundlagenschriften heraus. Mitgewirkt hat Wolff auch in dem 1969 ausgestrahlten Film von Gerhard Bott Erziehung zum Ungehorsam – ein bedeutsames Dokument antiautoritärer Erziehung, das in vielen Ausbildungsstätten für Erzieher und Sozialpädagogen Beachtung fand.
Wolff gehörte zu jenen Wissenschaftlern, die sexuelle Verhältnisse zwischen Kindern und Erwachsenen nicht grundsätzlich ablehnten. Er konzipierte für den Deutschen Kinderschutzbund eine Strategie „Hilfe statt Strafe“ für Täter von sexuellem Missbrauch von Kindern. Diese Strategie gründete auf einem „familienorientierten Ansatz“, der die gemeinsame Therapie von Tätern und Opfern an die Stelle der Bestrafung der Täter setzen wollte. In der Zeitschrift Sozial Extra kritisierte er 1990 in einem zusammen mit seiner Frau verfassten Artikel die Kampagnen gegen Kindesmissbrauch: „Der ganze Eifer richtet sich darauf. Normen einer desexualisierten Kindheit wieder aufzurichten.“
Das Handbuch Sexueller Mißbrauch gab er 1994 zusammen mit Katharina Rutschky als Ergebnis eines Kongress heraus. Darin beschrieb Wolff „sexuelle Anmache eines Kindes oder Jugendlichen“, „Exhibitionismus“ wie zum Beispiel „Zeigen von Brust, Penis, Vagina/Masturbation vor einem Kind“ sowie Voyeurismus als „Vorformen der sexuellen Kindesmißhandlung“ und schätzte diese wie folgt ein: „Insgesamt: Keine bis geringe Traumatisierung.“ Sowohl auf dem Kongress als auch im Buch gaben Wolff und Rutschky Helmut Kentlers Thesen Raum, der heute als ein Hauptakteur pädophiler und auch pädokrimineller Netzwerke gilt.
Der Akademische Senat der Alice Salomon Hochschule, an der Wolff zuletzt lehrte, widmete sich am 12. Dezember 2023 der Aufarbeitung der Hochschulaktivität rund um die Debatte „Missbrauch mit dem Missbrauch“.
Beim Streit um das Jugendfreizeitprogramm Story Dealer engagierte Wolff sich vehement für dessen angegriffenen Veranstalter Hans Geißlinger. Gegnern des Programms wie dem Potsdamer Erziehungswissenschaftler Detlef Knopf warf er vor, ihre Kritik nicht durch empirische Erkenntnisse untermauern zu können. Beim Streit um dieses Programm ginge es nicht um die „Story-Dealer“, sondern um den Umgang mit sexueller Misshandlung. Es gebe eine Kampagne gegen die Gruppe, weil ein Mitglied persönlich von dieser Diskussion betroffen sei.

## Auszeichnungen
- Bundesverdienstkreuz am Bande (2005)[9]

## Schriften
- Entwicklung und Probleme der universitären Erwachsenenbildung in Grossbritannien. (Berlin, Freie Univ., Diss., 1966).

## Herausgeberschaft
- Siegfried Bernfeld: Antiautoritäre Erziehung und Psychoanalyse. Ausgewählte Schriften. 3 Bände. Herausgegeben von Lutz von Werder und Reinhart Wolff. März, Frankfurt am Main 1969.
- Otto Rühle: Zur Psychologie des proletarischen Kindes. Herausgegeben von Lutz von Werder und Reinhart Wolff. März, Frankfurt am Main 1969. Fischer Taschenbuch, Frankfurt 1975, ISBN 3-436-02068-0.
- Edwin Hoernle: Grundfragen proletarischer Erziehung. Herausgegeben von Lutz von Werder und Reinhart Wolff. März, Frankfurt am Main 1969. 2. Auflage 1970, 3. Auflage 1971.
- Schulkampf. Dokumente und Analysen Band 1. Herausgegeben von Lutz von Werder und Reinhart Wolff. März, Frankfurt am Main 1970.
- Handbuch Sexueller Mißbrauch. Herausgegeben von Reinhart Wolff und Katharina Rutschky. Berlin 1994, Ingrid Klein Verlag, Hamburg, 1. Auflage 1994, ISBN 3-89521-021-8.